# Butokukai Europe

Kokusai Butokukai / Butokukai Europe

Chronologie der Gründer Jean Chalamon/Richard Kim

Der Butokukai Europe (jap. 欧州武徳会) ist ein europäischer Kampfkunstverband zur Förderung der Kampfkunst des Shorinji ryu (Karate, Kobudo, Tai Chi) des Stilbegründers Großmeister Richard Kim (1917–2001), Hanshi, 10. Dan.

## Verband
Der Butokukai Europe wurde im Jahre 1996 von Großmeister Jean Chalamon, Hanshi, 10. Dan, gegründet und ist Mitglied des internationalen Dachverbandes Kokusai Butokukai. Der Zweck des Verbandes ist die Förderung der traditionellen Kampfkunst Shorinji Ryu, bestehend aus dem Karate Do, Okinawa Kobudo, Tai Chi, sowie Chi Kung. Der Satzungszweck wird verwirklicht insbesondere durch das Lehren und Lernen der Kampfkunst Shorinji Ryu, die Durchführung sportlicher Veranstaltungen sowie durch den nationalen und internationalen Austausch. Der Verband verfolgt ausschließlich und unmittelbar gemeinnützige Zwecke, er verfolgt nicht in erster Linie eigenwirtschaftliche Zwecke.
Der Name Butokukai (武徳会 Kampfkunstverband), Europa (欧州) kommt von Bu (武 = Krieger, Waffen), Toku (徳 = Tugend, Moral) und Kai (会 = Verband).

## Geschichte
Der Name Butokukai geht zurück auf die Dai Nippon Butokukai (DNBK) die 1895 in Kyōto, Japan mit offizieller Zustimmung des Kaiserhauses gegründet wurde. Großmeister Richard Kim wurde im Jahr 1939 Mitglied der DNBK. Nach dem Zweiten Weltkrieg wurde die DNBK auf Drängen der Alliierten aufgelöst, da die Nähe zum paramilitärischen und ultranationalistischen Black Dragon Society (Armur-Bund), kein Wohlwollen fand.
Nach der Unterzeichnung des Friedensvertrages zwischen den USA und Japan wurde die DNBK als private Budo-Organisation im Jahre 1953 unter dem Vorsitz von Ōno Kumao wiederbelebt. Als enger Freund von Ōno Kumao wurde Richard Kim gebeten, die DNBK außerhalb Japans zu vertreten. Dies war 1959 in San Francisco die Grundsteinlegung für die Zen Bei Butoku Kai (Great American Martial Arts Association). Die wachsenden internationale Beziehungen jenseits der USA erforderte die Gründung eines internationalen Kampfkunstverbandes. So entstand im Jahr 1976 die Organisation Butokukai International unter der Leitung von Richard Kim. Nach 60 Jahren verließ Großmeister Richard Kim 1999 die DNBK aufgrund von innenpolitischen Differenzen. Nach dem Tod von Richard Kim wurde der Butokukai International 2001 aufgelöst. Im Jahre 1996 veranlasste Jean Chalamon im Einvernehmen mit Richard Kim die Gründung des Butokukai Europe. Somit konnten die nationalen Verbände Butokukai Finland, Butokukai France und Butokukai Germany unter einem gemeinsamen europäischen Dach vereint werden.
Die Änderung des Logo wurde 2006 notwendig, um sich klar von der DNBK zu unterscheiden.
Seit dem Jahr 2010 ist der Butokukai Europe in den Kokusai Butokukai inkludiert.

## Vertretung
Die Rechtsgeschäfte des Butokukai Europe wurden von 1996 bis 2011 durch den Butokukai France geführt. Diese Aufgabe wurde 2012 vom Butokukai Germany übernommen.

- Technischer Direktor: Jean Chalamon, Hanshi, 10. Dan
- Präsident: Jean-Michel Argant, Kyoshi, 7. Dan
- Ehrenpräsident: Richard Kim, Hanshi, 10. Dan
- Generalsekretär: Stephan Peitz, 7. Dan

## Emblem
Der Rand symbolisiert die Tugenden der Kampfkünste und die Strahlen mit dem orangefarbenen Hintergrund stehen für die aufgehende Sonne. Die Kalligrafie 忍 bedeutet "Geduld".

## Mitgliedsverbände
- Butokukai Finnland
- Butokukai Frankreich
- Butokukai Germany
- Butokukai Luxemburg
- Butokukai Schottland
- Butokukai Spanien